# Pianoconcert nr. 1 (Rachmaninov)
Het Pianoconcert nr. 1 in fis mineur opus 1 van de Russische componist Sergej Rachmaninov (1873-1943) is een driedelig concert voor piano en symfonieorkest.
Rachmaninov componeerde het in 1891, toen hij negentien jaar oud was, grotendeels op het familielandgoed landgoed Ivanovka. Hij droeg het werk op aan zijn neef, de pianist en dirigent Aleksandr Ziloti. Rachmaninov reviseerde het werk grondig in 1917.

## De delen
Het werk heeft drie delen:
- Vivace (fis mineur)
- Andante cantabile (D majeur)
- Allegro scherzando (fis mineur → fis majeur) (de 1917 versie: Allegro vivace)

Op 7 april 1891 schreef Rachmaninov aan Natalya Skalon: "Het laatste deel is gecomponeerd, maar nog niet opgeschreven. Deze zomer zal ik het hele concert voltooien en de orkestratie ervan rondmaken". En dat deed hij ook, maar al snel erna raakte hij er ontevreden over.
Het eerste deel ging in première op 17 maart 1892 op het Conservatorium van Moskou, met de componist zelf aan de piano. Vasily Safonov dirigeerde. De herziene versie werd voor het eerst in zijn geheel uitgevoerd op 29 januari 1919 in New York.
Het concert is, als zijn eerste werk, een van de composities die Rachmaninov wilde reviseren, samen met het Caprice Bohémien, op. 12 en de Symfonie nr. 1, op. 13.
De gereviseerde versie heeft een sterkere structuur, een meer geraffineerde harmonie en orkestratie, en is meer verfijnd voor de piano geschreven. Het oorspronkelijke thematische materiaal is nagenoeg ongewijzigd gebleven.

## Opnamen
- Sergej Rachmaninov, pianist, Philadelphia Orchestra o.l.v. Eugene Ormandy, 1941.
- Byron Janis, pianist, Chicago Symphony Orchestra o.l.v. Fritz Reiner, 1957.
- Vladimir Asjkenazi, pianist, London Symphony Orchestra o.l.v. André Previn, 1972.